# Mu-metal
Il mu-metal è una lega metallica dotata di alta permeabilità magnetica (indicata con μ, da cui il nome), costituita in prevalenza da nichel e ferro

## Caratteristiche
In genere questa lega è composta prevalentemente da nichel (80%) e da ferro (14,5%). Il resto è costituito da molibdeno (5%), silicio (0,5%) e rame (0,02%).
- Densità: 8,7 g/ cm³
- Temperatura di Curie: 297 °C
- Resistività: 0,55 Ω·mm²/m
- Permeabilità iniziale: 1200 H/m
- Permeabilità massima: 45000 H/m
- Induzione di saturazione: 0,57 T

## Utilizzo
È un materiale principalmente usato sotto forma di fogli come schermo magnetico destinato a separare componenti o sistemi molto sensibili ai campi esterni.
Un esempio tipico di questo utilizzo è la schermatura dei tubi catodici negli oscilloscopi e delle testine magnetiche impiegate nei registratori a nastro.
L'alta resistività (0,55 Ω·mm²/m) e l'alto costo rendono questo materiale inadatto ad essere utilizzato nel nucleo dei trasformatori, nonostante le sue ottime caratteristiche di permeabilità magnetica.